# Управление верховного комиссара ООН по делам беженцев
Управление Верховного комиссара Организации Объединённых Наций по делам беженцев (УВКБ ООН) — организация системы ООН, занимающаяся оказанием помощи беженцам.
В 1949 году на сессии Генеральная Ассамблея ООН (специальная резолюция № 319(IV) «Беженцы и апатриды») постановила утвердить с 1 января 1951 года Управление Верховного комиссара по делам беженцев. На следующей сессии Генеральной Ассамблеи 14 декабря 1950 года был утверждён устав УВКБ ООН (специальная резолюция № 428(V)). Эту дату также иногда считают датой образования Управления.
Штаб-квартира — в Женеве, имеются представительства во многих столицах и конфликтных точках по всему миру. Возглавляет Управление Верховный комиссар ООН по делам беженцев. С 1 января 2016 года им стал Филиппо Гранди, бывший Генеральный Комиссар БАПОР.

## История
После распада Лиги Наций и образования Организации Объединенных Наций международное сообщество остро осознало кризис беженцев после окончания Второй мировой войны. В 1947 году ООН учредила Международную организацию по делам беженцев (IRO). IRO была первым международным учреждением, которое всесторонне занималось всеми аспектами жизни беженцев. До этого была Администрация помощи и восстановления Объединённых Наций, которая была создана в 1944 году для решения проблем миллионов людей, перемещенных по всей Европе в результате Второй мировой войны.
В конце 1940-х годов IRO впала в немилость, но ООН согласилась с тем, что необходим орган для надзора за глобальными проблемами беженцев. Несмотря на многочисленные жаркие дебаты в Генеральной Ассамблее, Управление Верховного комиссара ООН по делам беженцев было учреждено в качестве вспомогательного органа Генеральной Ассамблеи резолюцией 319 (IV) Генеральной Ассамблеи ООН от декабря 1949 года. Однако организация должна была функционировать только в течение 3 лет, начиная с января 1951 года, из-за разногласий многих государств-членов ООН по поводу последствий создания постоянного органа.
Мандат УВКБ ООН первоначально был изложен в его уставе, содержащемся в приложении к резолюции 428 (V) Генеральной Ассамблеи Организации Объединенных Наций 1950 года. Впоследствии этот мандат был расширен многочисленными резолюциями Генеральной Ассамблеи и ее Экономического и Социального Совета (ЭКОСОС). По данным УВКБ ООН, «мандат необходим для обеспечения на неполитической и гуманитарной основе международной защиты беженцев и поиске для них постоянных решений».
Вскоре после подписания Конвенции о статусе беженцев в 1951 году стало ясно, что беженцы не ограничиваются только Европой. В 1956 году УВКБ ООН участвовало в координации мер реагирования на восстание в Венгрии. Всего лишь год спустя УВКБ ООН было поручено заниматься китайскими беженцами в Гонконге, а также реагировать на алжирских беженцев, которые бежали в Марокко и Тунис после войны Алжира за независимость. Эти ответы ознаменовали начало более широкого глобального мандата в области защиты беженцев и оказания гуманитарной помощи.
Деколонизация в 1960-х годах вызвала массовые перемещения беженцев в Африке, создав масштабную проблему, которая трансформировала бы УВКБ ООН; в отличие от кризисов беженцев в Европе, в Африке не было долгосрочных решений, и многие беженцы, бежавшие из одной страны, нашли нестабильность только в своей новой стране убежища. К концу десятилетия две трети бюджета УВКБ ООН было сосредоточено на операциях в Африке, и всего за одно десятилетие внимание организации сместилось с почти исключительного акцента на Европе.
В 1967 году был ратифицирован протокол, касающийся статуса беженцев, с тем чтобы снять географические и временные ограничения УВКБ в соответствии с Конвенцией о статусе беженцев 1951 года. Поскольку Конвенция была ограничена кризисом беженцев после Второй мировой войны в Европе, протокол был составлен для рассмотрения «новых ситуаций с беженцами, возникших после принятия документа, и соответствующих беженцев, которые поэтому могут не подпадать под действие Конвенции».
В 1970-х годах операции УВКБ ООН по приему беженцев продолжали распространяться по всему миру, а массовая миграция восточных пакистанцев в Индию произошла незадолго до признания независимости Бангладеш. К бедам в Азии добавилась война во Вьетнаме, когда миллионы людей бежали из охваченной войной страны.
В 1980-е годы УВКБ столкнулось с новыми проблемами: многие государства-члены не желают переселять беженцев из-за резкого увеличения числа беженцев в 1970-е гг. зачастую эти беженцы спасались не от войн между государствами, а от межэтнических конфликтов в новых независимых государствах. Нацеленность на гражданских лиц в качестве военной стратегии привела к перемещению населения во многих странах, поэтому даже «незначительные» конфликты могли привести к появлению большого числа беженцев.
Будь то в Азии, Центральной Америке или Африке, эти конфликты, подпитываемые соперничеством сверхдержав и усугубляемые социально-экономическими проблемами в соответствующих странах, по-прежнему являются серьезной проблемой для УВКБ ООН. В результате, УВКБ ООН стало более активно участвовать в программах помощи в лагерях беженцев, зачастую расположенных во враждебной среде.
Окончание Холодной войны ознаменовалось продолжением межэтнического конфликта и внесло значительный вклад в бегство беженцев. Кроме того, участились случаи гуманитарного вмешательства со стороны многонациональных сил, и средства массовой информации стали играть большую роль, особенно в преддверии миссии НАТО в Югославии в 1999 году, в то время как геноциду в Руанде в 1994 году уделялось мало внимания. Геноцид в Руанде вызвал массовый кризис беженцев, вновь подчеркнув трудности, с которыми сталкивается УВКБ при выполнении своего мандата, и УВКБ продолжало бороться против ограничительной политики в отношении беженцев в так называемых «богатых» странах.

## Функции
УВКБ ООН было учреждено 14 декабря 1950 года и сменило прежнюю Администрацию помощи и восстановления Объединённых Наций. Управление уполномочено возглавлять и координировать международные действия по защите беженцев и решению проблем беженцев во всем мире. Главная цель УВКБ ООН заключается в обеспечении прав и благополучия беженцев. Организация стремится обеспечить возможность каждому осуществить свое право на получение убежища и найти безопасное убежище в другом государстве с возможностью добровольного возвращения домой, интеграции на местном уровне или переселения в третью страну.
Мандат УВКБ постепенно расширялся и включал в себя защиту и оказание гуманитарной помощи тем, кого оно называет другими лицами, "вызывающими озабоченность", включая внутренне перемещенных лиц , которые соответствовали бы юридическому определению беженца в соответствии с Конвенцией о статусе беженцев 1951 года и протоколом 1967 года, Конвенцией Организации африканского единства 1969 года или каким-либо другим договором, если бы они покинули свою страну, но которые в настоящее время остаются в стране своего происхождения. В настоящее время УВКБ имеет крупные миссии в Ливане, Южном Судане, Чаде, Демократической Республике Конго, Ираке, Афганистане, а также Кении для оказания помощи и предоставления услуг беженцам в лагерях и в городских условиях.
УВКБ ООН ведет базу данных информации о беженцах ProGres, которая была создана во время войны в Косово в 1990-х гг. Сегодня эта база данных содержит данные о более чем 11 миллионах беженцев, или около 11% всех перемещенных лиц в мире. База данных содержит биометрические данные, включая отпечатки пальцев и сканирование радужной оболочки глаза, и используется для определения распределения помощи для получателей. Результаты использования биометрической верификации оказались успешными.
Для выполнения своего мандата УВКБ ООН осуществляло деятельность как в странах, представляющих интерес, так и в странах, имеющих доноров. Например, УВКБ ООН проводит экспертные круглые столы для обсуждения вопросов, представляющих интерес для международного сообщества беженцев.

## Формы работы УВКБ ООН
За более 70 лет существования УВКБ ООН оказало помощь не менее 50 млн человек в 116 странах мира.
В 1954 году Верховный комиссар по делам беженцев утвердил ежегодно присуждаемую «Медаль Нансена», ныне Премия Нансена. Премия присуждается за заслуги в области защиты прав беженцев.

### Непосредственная помощь беженцам через каналы УВКБ ООН
УВКБ ООН оказывало помощь сирийским беженцам в Ливане. Когда ливанское правительство не могло противостоять наплыву беженцев, УВКБ ООН вмешалось и облегчило перемещение беженцев, главным образом, предлагая еду и медицинское обслуживание. УВКБ ООН также помогло официально зарегистрировать беженцев, что позволило им избежать отношения к себе как к нелегалам.

### Работа с общественностью и привлечение внимания к проблемам беженцев
УВКБ ООН работает в разных регионах мира с целью повышения осведомленности общественности о наличии беженцев и мигрантов в тех или иных регионах, из проблемах и нуждах.
В 2007 году УВКБ ООН в Канаде провели активную кампанию в СМИ, чтобы пролить свет на бедственное положение беженцев. Эта кампания была предназначена для того, чтобы вызвать у канадского населения шок и сочувствие, показав, в каких ужасающих условиях живут беженцы.
С 2009 года УВКБ ООН систематически информирует общество о большом количестве мигрантов в Карибском бассейне. До этого времени на данную проблему не обращали внимания. Проблема состоит в том, что многие беженцы, пытающиеся нелегально проникнуть в Соединённые Штаты, не могут этого сделать и в результате оседают в районе Карибского бассейна. При этом в законодательстве карибских государств, как правило, отсутствуют какие-либо права для людей, ищущих убежище (включая саму возможность объявить себя беженцем или ищущим убежище).
УВКБ ООН организовало переговоры с этими странами в Коста-Рике в 2009 году, пытаясь решить проблему беззащитности беженцев и обеспечения законности их пребывания в соответствующих странах.

## Признание заслуг УВКБ ООН

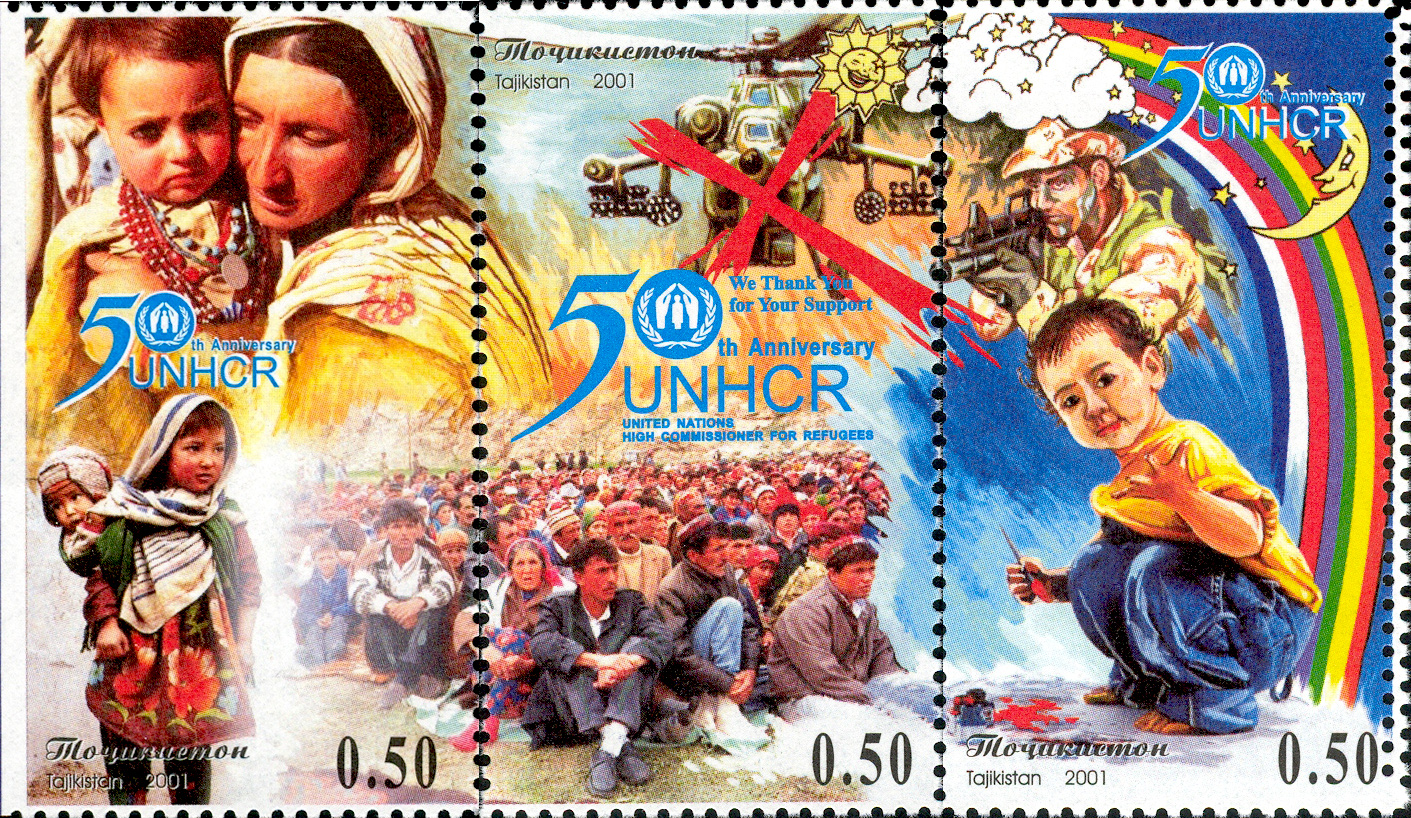
50-летие UNHCR. Малый лист, почта Таджикистана 2001.

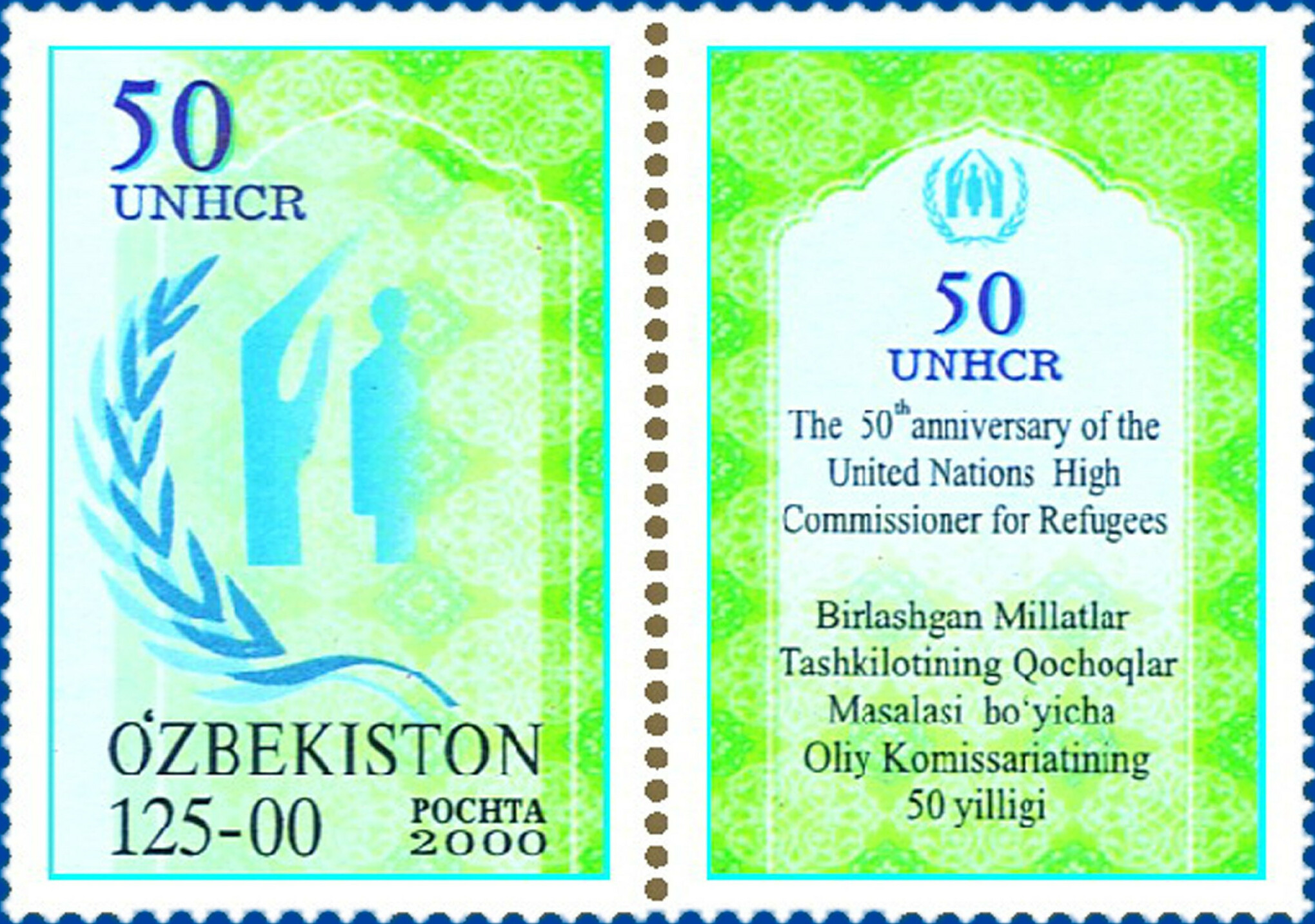
50-летие UNHCR. Почтовая марка Узбекистана 2001.

В 1954 году Управлению Верховного комиссара ООН по делам беженцев была присуждена Нобелевская премия мира — «За неустанные и зачастую неблагодарные попытки оказать помощь беженцам и привлечь внимание властей к их нуждам».
Нобелевский комитет при представлении УВКБ на получение премии подчеркнул: 

Это работа во имя мира, если врачевание ран, нанесенных войной, это работа во имя мира, если содействие укреплению братства между людьми — это работа во имя мира. Ибо она показывает нам, что иностранец, которому не повезло в жизни — это один из нас; учит, что сочувствие к другим людям, даже если они отделены от нас государственными границами, — это основа, на которой должен строиться прочный мир"
В 1981 году Нобелевская премия мира была присуждена повторно.

## Кадры

### Верховные комиссары по делам беженцев
Пост Верховного комиссара ООН по делам беженцев занимали:
- Филиппо Гранди (Италия) 2016 — настоящее время
- Антонио Гутерреш (Португалия) (2005-2016)
- Рууд Любберс (Нидерланды) 2001—2005
- Садако Огата (Япония) 1990—2000
- Торвальд Столтенберг (Норвегия) январь—ноябрь 1990
- Жан-Пьер Оке (Швейцария) 1986—1989
- Поул Хартлинг (Дания) 1978—1985
- Садруддин Ага-хан (Иран) 1965—1977
- Феликс Шнайдер (Швейцария) 1960—1965
- Август Линдт (Швейцария) 1956—1960
- Геррит ван Хёвен Гудхарт (Нидерланды) 1951—1956

Впервые Верховный комиссар по делам беженцев был назначен Лигой Наций в 1922 году, им стал Фритьоф Нансен.

### Послы доброй воли
У УВКБ ООН есть послы доброй воли, среди них:
- Кейт Бланшетт
- Бен Стиллер
- Нил Гейман
- Халед Хоссейни
- Барбара Хендрикс
- MIYAVI
- Освальдо Лапорт
- Альфонсо Дэвис
- Манижа Сангин